# Juan José Castelli
Juan José Castelli (Buenos Aires, 19 de julho de 1764 – Buenos Aires, 12 de outubro de 1812) foi um advogado argentino. Castelli foi um dos líderes da Revolução de Maio, que iniciou a Guerra da Independência da Argentina. Também liderou uma malfadada campanha militar no Alto Peru.
Castelli estudou no Colégio Real de San Carlos, em Buenos Aires, e no Colégio Monserrat, na cidade de Córdoba. Graduou-se como advogado pela Universidade de Charcas, no Alto Peru. Seu primo, Manuel Belgrano, apresentou-o à administração pública do Vice-Reino do Rio da Prata. Junto com Belgrano, Nicolás Rodríguez Peña e Hipólito Vieytes, Castelli planejou uma revolução para substituir a monarquia absolutista pelas novas ideias do Iluminismo. Ele liderou os patriotas de Buenos Aires durante a Revolução de Maio, que terminou com a remoção do vice-rei Baltasar Hidalgo de Cisneros do poder. Ficou conhecido como o "Presidente da Revolução" por seu discurso durante o cabildo aberto realizado em Buenos Aires em 22 de maio de 1810.
Castelli foi nomeado membro do Comitê da Primeira Junta e foi enviado a Córdoba para encerrar a contra-revolução de Santiago de Liniers. Foi bem-sucedido nesta tarefa, e ordenou a execução de Liniers e seus apoiadores. Ele então ordenou o estabelecimento de um governo revolucionário no Alto Peru (atualmente parte da Bolívia) com o objetivo de libertar os povos indígenas e os escravos africanos. Em 1811, Castelli assinou uma trégua com os espanhóis no Alto Peru, mas eles o traíram e pegaram o Exército do Norte despreparados. Como resultado, os argentinos sofreram uma grande perda na Batalha de Huaqui em 20 de junho de 1811. Quando Castelli voltou para Buenos Aires, o Primeiro Triunvirato o aprisionou por perder a batalha, e Castelli morreu pouco depois vitimado por câncer de língua.

## Biografia

### Início de vida e estudos
Castelli nasceu em Buenos Aires em 1764. Foi o primeiro dos oito filhos de Ángel Castelli Salomón, um médico de Veneza, e Josefa Villarino, parente de Manuel Belgrano. Foi treinado pelos jesuítas pouco antes de sua expulsão e frequentou o Colégio Real de San Carlos em Buenos Aires. Como era habitual, um dos filhos da família Castelli foi ordenado no sacerdócio, e Juan José foi escolhido para isso. Foi enviado para estudar no Colégio Monserrat, parte da Universidade de Córdoba. Castelli foi influenciado pelas obras de Voltaire e Diderot, e especialmente por O Contrato Social de Jean-Jacques Rousseau. Foi colega de homens que mais tarde teriam influência na vida pública da América do Sul, incluindo Saturnino Rodríguez Peña, Juan José Paso, Manuel Alberti, Pedro Medrano, e Juan Martínez de Rozas, entre outros. Ele se concentrou em estudar filosofia e teologia, mas quando seu pai morreu em 1785, abandonou sua carreira no sacerdócio, pelo qual não sentiu nenhuma forte vocação.
Rejeitando a proposta de sua mãe de enviá-lo para estudar na Espanha, Castelli matriculou-se para estudar jurisprudência ao lado de seu primo, Manuel Belgrano, nas universidades de Salamanca e Alcalá de Henares. Também matriculou-se na Universidade de Chuquisaca, no Alto Peru (hoje parte da Bolívia). Lá aprendeu sobre a Revolução Francesa em andamento e as novas ideias do Iluminismo, a Rebelião de 1782 de Túpac Amaru II e a opressão dos povos indígenas, que influenciaram suas ações em sua futura campanha no Alto Peru. Antes de retornar a Buenos Aires, visitou Potosí e testemunhou o uso do trabalho escravo nas minas.
Castelli retornou a Buenos Aires e estabeleceu uma firma jurídica em sua casa familiar. Representou a Universidade de Córdoba em várias causas, bem como seu tio, Domingo Belgrano Peri. Através de suas associações com Saturnino Rodríguez Peña, também conheceu e fez amizade com seu irmão, Nicolás Rodríguez Peña, e seu associado, Hipólito Vieytes. Castelli casou-se com Maria Rosa Lynch em 1794, com quem teve sete filhos: Angela, Pedro, Luciano, Alejandro, Francisco José e Juana.

### Primeiros passos políticos

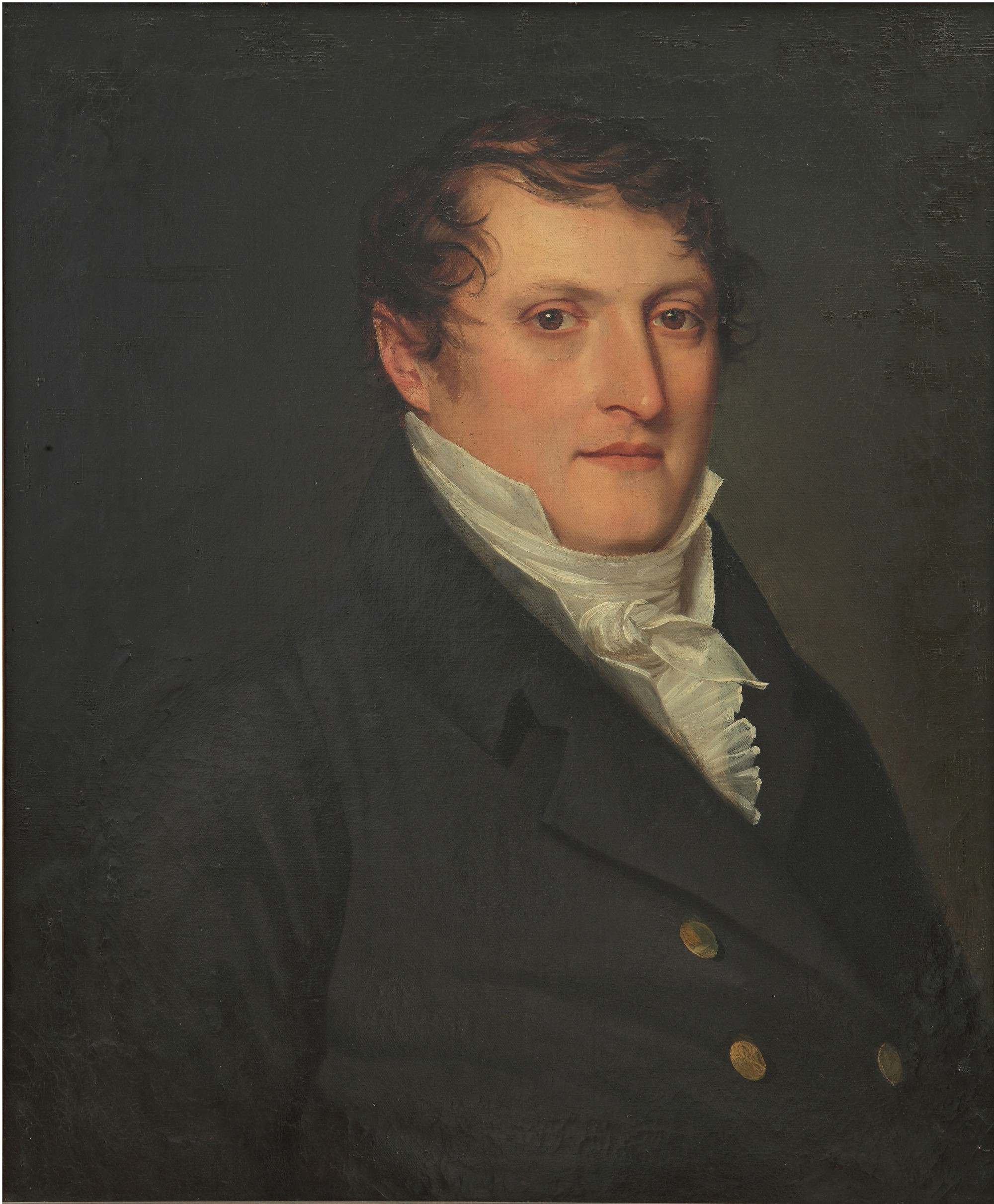
Manuel Belgrano, primo de Castelli, trabalhou com ele no consulado e nos jornais locais.

Os intelectuais do vice-reinado receberam e distribuíram secretamente uma cópia da Declaração dos Direitos do Homem e do Cidadão, promulgada pela Revolução Francesa em 1789. Enquanto isso, Belgrano voltou de seus estudos na Europa e foi nomeado como secretário perpétuo do novo Consulado de Comércio de Buenos Aires. Belgrano e Castelli compartilharam ideias semelhantes sobre o monopólio comercial espanhol e os direitos dos nativos. Belgrano tentou nomear Castelli como seu assistente na posição de secretário provisório do consulado, mas enfrentou forte oposição dos comerciantes peninsulares, que adiaram a nomeação até 1796. Belgrano ficou doente durante a sua estadia na Europa, o que o obrigou a tirar licenças estendidas do trabalho e queria que Castelli fosse seu sucessor se ele se demitisse.
Houve uma oposição semelhante durante a eleição de 1799 de delegados ao Cabildo de Buenos Aires: Castelli foi eleito como terceiro Regidor, mas foi rejeitado pelos comerciantes associados ao porto de Cádis. O conflito durou um ano, até que o proeminente comerciante local Cornelio Saavedra escreveu um memorando recomendando Castelli. O vice-rei Gabriel de Avilés finalmente o confirmou no cargo por decreto real, em maio de 1800. Castelli, no entanto, rejeitou o cargo por causa de sua alta carga de trabalho no consulado. Isso foi visto como um insulto por comerciantes peninsulares como Martín de Álzaga, que era influente no cabildo.
Castelli e Belgrano apoiaram dois projetos de Francisco Cabello y Mesa, que acabava de chegar da Espanha. Cabello propôs a criação da pousada "Sociedade Patriótica, Literária e Econômica" e a publicação de um jornal. Este jornal, o primeiro publicado em Buenos Aires, foi chamado Telégrafo Mercantil. Porém, ambos os projetos tiveram curta duração: o alojamento nunca foi estabelecido e suas atividades foram banidas por decreto real, e o consulado foi instruído a retirar o apoio ao jornal, que foi fechado. Publicado por Castelli, Cabello e Belgrano (secretário da publicação), bem como José Manuel Lavardén, Miguel de Azcuénaga e Fray Cayetano Rodríguez, o Telégrafo foi o primeiro jornal a avançar o conceito de pátria, e o primeiro a se referir aos habitantes como "argentinos."
No entanto, Hipólito Vieytes lançou um novo jornal pouco depois, a Agricultura, Comércio e Indústria Semanal, com Castelli na equipe. A equipe editorial realizou reuniões na casa de Saturnino Rodríguez Peña, onde discutiram ideias para melhorias técnicas na agricultura, remoção de restrições comerciais, desenvolvimento, fabricação e outros tópicos. O jornal também publicou as biografias de alguns dos Pais Fundadores dos Estados Unidos, como Benjamin Franklin.

### Invasões Britânicas
Rodriguez Peña apresentou Castelli a James Florence Burke, que afirmou representar o Império Britânico em seu apoio às propostas publicadas por Francisco de Miranda, que visava emancipar as colônias latino-americanas. Burke era, na verdade, um espião britânico reunindo informações sobre as colônias espanholas. Tendo promessas de apoio britânico, Castelli criou a primeira sociedade secreta nativa organizada para tais fins. Seria doravante denominada de "partido da independência", e incluiu Castelli, Burke e os principais colaboradores do jornal de Vieytes. O espião foi eventualmente descoberto pelo vice-rei Rafael de Sobremonte e expulso do vice-reinado.
Castelli mudou-se para uma fazenda de Núñez, um moderno bairro de Buenos Aires. A fazenda tinha alguns campos agrícolas e uma pequena fábrica de tijolos. Ele morava próximo a outras pessoas influentes como Saavedra, Juan Larrea, Miguel de Azcuénaga e o advogado José Darragueira. As reuniões da sociedade secreta continuaram, não sendo afetadas pela saída de Burke. Em 2 de junho de 1806, a mãe de Castelli morreu, e ele ainda estava de luto quando a cidade soube de um desembarque britânico em Quilmes.
O "partido da independência" foi surpreendido pela invasão, já que os britânicos proclamavam respeito pela religião, propriedade, ordem, liberdade e comércio—mas não faziam menção aos ideais de Miranda. Eles organizaram uma entrevista com o visconde britânico William Carr Beresford, pedindo um esclarecimento sobre se as promessas de Burke ainda estavam em pé. Eles também perguntaram se o governo britânico apoiaria uma tentativa de independência. Beresford deu respostas evasivas, dizendo que não tinha instruções nesse sentido. Ele explicou que, com a recente morte do primeiro-ministro William Pitt e a ascensão dos liberais ao poder, precisaria de instruções adicionais.
Castelli entendeu que a força britânica apenas aspirou anexar a cidade ao Império Britânico, e renunciou para evitar jurar fidelidade à Grã-Bretanha. Santiago de Liniers libertou Buenos Aires pouco tempo depois, mas Peña ajudou Beresford a escapar, com a esperança de influenciar uma eventual segunda invasão para implementar reformas apoiadas por Burke e Miranda. A segunda invasão britânica, no entanto, eliminou as esperanças dos patriotas de terem o apoio britânico, e eles lutaram contra seus ex-aliados.
Após a defesa bem sucedida da cidade em 1807, os criollos locais aumentaram seu poder político com seu maior papel militar. Houve uma disputa entre o vice-rei recém-nomeado, Santiago de Liniers e o Cabildo de Buenos Aires, liderado por Martín de Álzaga. Ambos tentaram aproveitar a nova situação e influenciar os criollos a apoiá-los. Álzaga absteve-se de acusar Rodríguez Peña por ter ajudado na fuga de Beresford e Liniers manteve armados os órgãos militares dos criollos.

### Carlotismo

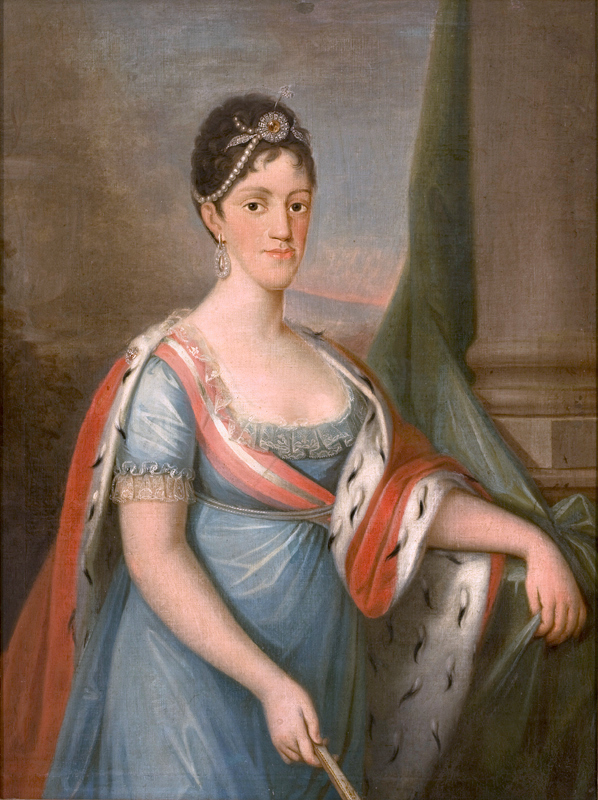
Carlota da Espanha buscou governar o Rio de la Plata como regente.

Napoleão invadiu a Espanha em 1807, iniciando a Guerra Peninsular. O rei Carlos IV de Espanha abdicou em favor de seu filho Fernando VII, mas, em vez disso, Napoleão o capturou e nomeou seu próprio irmão, José Bonaparte, como rei da Espanha, em uma série de transferências da coroa espanhola conhecidas como as abdicações de Bayonne. O povo espanhol organizou o governo de Juntas para resistir à ocupação francesa e, em poucos meses, a Junta Central de Sevilha reivindicou autoridade suprema sobre a Espanha e as colônias. Esta situação encorajou a princesa Carlota da Espanha a reivindicar a regência das colônias espanholas na América.
Neste contexto, Castelli e Álzaga conspiraram para expulsar Liniers e constituir uma Junta do governo local, semelhante à das metrópoles. Este projeto não foi compartilhado pela maioria dos nativos ou pelo chefe do Regimento de Patrícios, Cornelio Saavedra. Belgrano propôs como uma alternativa apoiar os planos da princesa Charlotte, que foram apoiados por Castelli e outros criollos. Belgrano, que possuía ideias monárquicas, argumentou que o projeto Carlotista seria o meio mais prático de alcançar a independência da Espanha naquelas circunstâncias. Em 20 de setembro de 1808, Castelli escreveu uma carta a Charlotte, com as assinaturas de Antonio Beruti, Vieytes, Belgrano e Rodríguez Peña.
Carlota rejeitou esse apoio: o partido da independência procurou estabelecer uma monarquia constitucional liderada por Carlota, mas ela preferia manter o poder de uma monarquia absolutista. Consequentemente, denunciou a carta e organizou a detenção de Diego Paroissien. Paroissien, que tinha enviado várias cartas para os criollos, foi acusado de alta traição. Castelli foi seu advogado.
Castelli conseguiu a absolvição de Paroissien invocando a doutrina da retroversão da soberania do povo, que afirmava que as terras espanholas americanas eram uma possessão pessoal do Rei, mas não uma colônia espanhola. Essa abordagem já era antiga e costumava legislar em ambos os distritos, mas nesse contexto Castelli argumentou que nem o Conselho da Regência nem qualquer outro poder da Espanha—além do próprio Rei—tinha autoridade sobre a América espanhola. Castelli afirmou que "a vontade do povo da Espanha não é suficiente para levar os indígenas à obediência." Sob essas premissas, argumentou com sucesso que a regência oferecida à Carlota, sem negar a legitimidade de Fernando, não era um ato de traição, mas um projeto político legítimo que deveria ser resolvido pelo povo espanhol americano sem a intervenção da Espanha peninsular.
Em 1 de janeiro de 1809, Martín de Álzaga reuniu a maioria dos batalhões peninsulares na Plaza de Mayo e tentou um motim contra Liniers. Alguns criollos, como Mariano Moreno, depositaram suas esperanças de independência nessa tentativa, mas a maioria não. Os batalhões ainda fiéis a Liniers–o Regimento dos Patrícios, os outros batalhões criollos e os peninsulares remanescentes –conquistaram a Praça e ordenaram que as forças motinadas se retirassem. Castelli apoiou Liniers, acusando Álzaga de independentismo. Embora Castelli fosse ele próprio um independentista, e também tivesse procurado remover Liniers, se opôs a Álzaga por outros motivos: Álzaga esperava manter o domínio social dos peninsulares sobre os criollos, uma vez que o vice-rei, que se opôs aos seus interesses, foi deposto. Álzaga foi derrotado, e o poder dos criollos foi aumentado: Sentenach e Álzaga foram expulsos e enviados para Carmen de Patagones e as milícias espanholas que tentaram o golpe foram dissolvidas.
Um novo vice-rei, Baltasar Hidalgo de Cisneros, chegou em julho para substituir Liniers, e o grupo independentista não concordou em como reagir. Castelli propôs uma retomada da ideia de Álzaga de criar uma Junta de governo, mas não liderada pelos espanhóis. Belgrano insistiu no plano de nomear Carlota como regente de uma monarquia constitucional, e Rodriguez Peña propôs um golpe militar, com ou sem Liniers à frente. Eles finalmente aceitaram a perspectiva de Saavedra e adiaram a ação até uma melhor oportunidade.

### Revolução de Maio

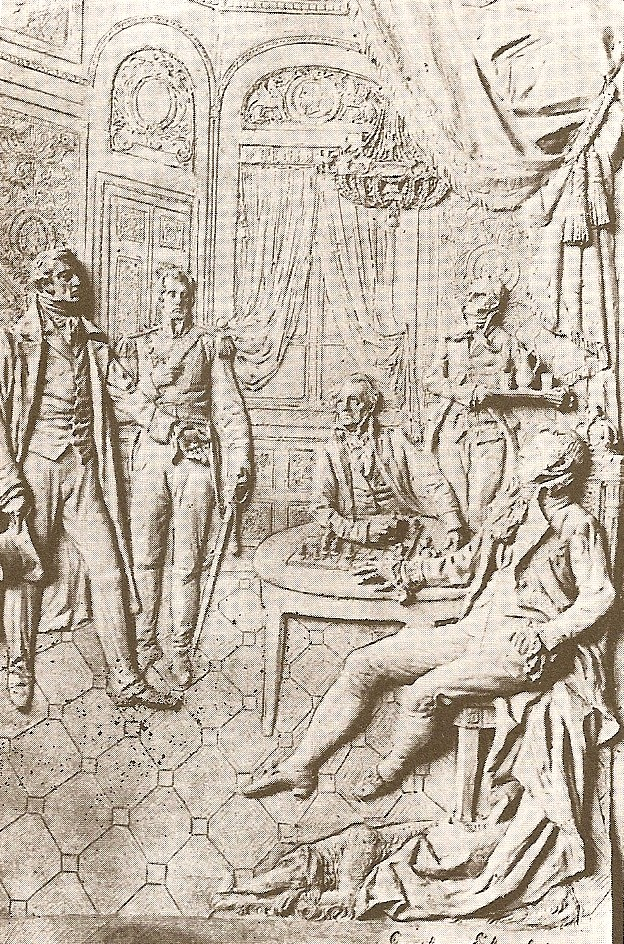
Este baixo-relevo de Gustavo Everlein retrata Castelli exigindo que o vice-rei Baltasar Hidalgo de Cisneros permitisse um cabildo aberto.

Quando chegou a notícia da queda da Junta de Sevilha, o grupo liderado por Castelli e Belgrano liderou o processo que levou à Revolução de Maio. Castelli e Saavedra foram os líderes mais importantes da época, e primeiro descartaram o plano de Martín Rodríguez para expulsar Cisneros em um golpe de Estado. Após várias discussões, eles decidiram solicitar um cabildo aberto, uma assembleia popular extraordinária.
Castelli e Belgrano negociaram com o alcalde e nobre sênior Juan de Lezica, e o procurador Julián de Leiva. Apesar de convencê-los, eles ainda precisavam da permissão do próprio Cisneros, para o qual Castelli e Rodriguez foram ao seu escritório no Forte de Buenos Aires. Anteriormente, Cornelio Saavedra negou a Cisneros o apoio do Regimento de Patrícios, na premissa de que com a extinção da Junta de Sevilha—que o nomeou como vice-rei —já não tinha o direito de ocupar esse cargo.
Cisneros ficou indignado com a aparição de Castelli e Rodríguez, que vieram armados e sem agendar. Eles reagiram com dureza e exigiram uma resposta imediata ao pedido de um cabildo aberto. Após uma breve conversa privada com o procurador, Caspe, Cisneros deu seu consentimento. Quando eles saíram, Cisneros perguntou sobre sua segurança pessoal, a que Castelli disse: "Senhor, a pessoa de Sua Excelência e sua família estão entre os americanos, e isso deve tranquilizá-lo." Após a conversa, eles voltaram para a casa de Rodríguez Peña, para informar seus apoiadores sobre a nova situação.
Além de sua oratória, Castelli é conhecido como o "Presidente da Revolução" graças à sua grande atividade durante a "Semana de maio." As memórias de testemunhas e participantes o mencionam em muitos locais, participando de muitas atividades. Ele negociou com o cabildo e visitou o Forte várias vezes até o vice-rei ceder à pressão. Ao mesmo tempo, manteve reuniões secretas com outros criollos na casa de Rodríguez Peña, planejando suas ações, e arengou as milícias criollas no quartel. O próprio Cisneros, descrevendo os acontecimentos do Conselho da Regência, chamou Castelli de "o mais interessado na novidade", isto é, na revolução.

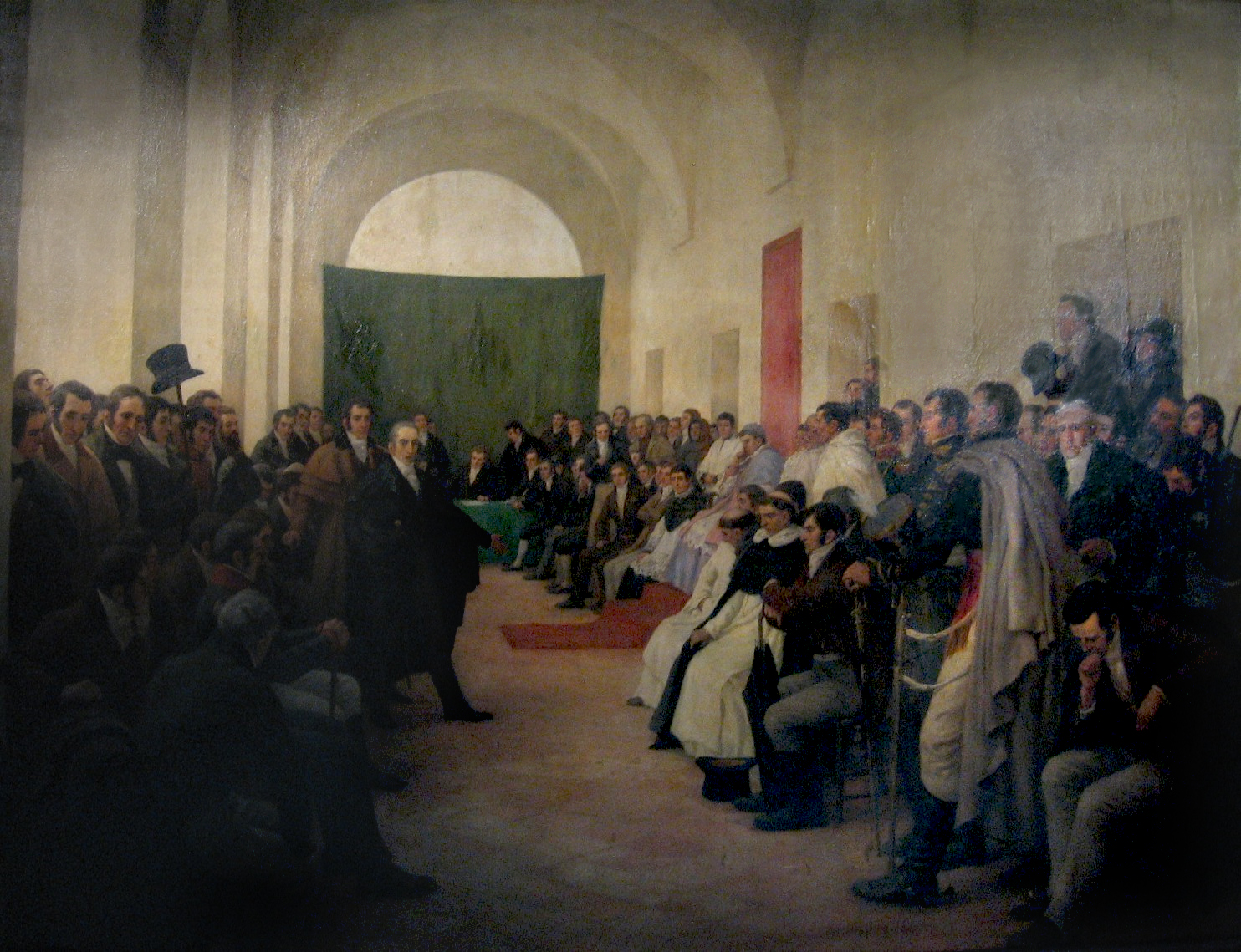
O cabildo aberto de 22 de maio de 1810.

O cabildo aberto foi realizado em 22 de maio de 1810; foi debatido se o vice-rei deveria continuar no cargo e, se não, quem deveria substituí-lo. A primeira opinião foi a do bispo Benito Lue y Riega, que afirmou que Cisneros deveria continuar e que, se toda a Espanha fosse conquistada pela França, os peninsulares deveriam governar nas Américas. Castelli fez um contra-argumento, baseado na doutrina da retroversão da soberania das pessoas que já havia empregado na defesa de Paroissien. Ele insistiu que, na ausência de uma autoridade legítima, a soberania deveria ser devolvida ao povo; eles deveriam governar-se. A ideia de demitir o vice-rei finalmente prevaleceu, mas, como Buenos Aires não tinha autoridade para decidir unilateralmente a nova forma de governo, eles elegeriam um governo provisório. Um congresso de deputados composto por todas as outras cidades tomaria a decisão final. No entanto, houve disputas sobre quem deveria exercer o governo provisório: alguns argumentaram que o Cabildo deveria fazê-lo, e outros que deveria ser uma Junta. Castelli inclinou-se para a proposta de Saavedra de formar uma Junta, mas com a condição de que o procurador do Cabildo, Julián de Leiva, tivesse um voto decisivo na nomeação. Ao adicionar esta ressalva, Castelli procurou adicionar os antigos adeptos de Martín de Álzaga, como Mariano Moreno, Domingo Matheu e Leiva.
No entanto, esse poder permitiu a Leiva realizar uma manobra que Castelli não antecipou. Embora ele tenha aprovado o fim do regime de Cisneros como vice-rei, Leiva formou uma Junta com Cisneros como presidente; com isso, Cisneros ficaria no poder. Os outros membros da Junta seriam dois peninsulares, o padre Juan Nepomuceno Solá e o comerciante José Santos Inchaurregui, e dois criollos, Saavedra e Castelli. A maioria dos nativos rejeitou a proposta: eles não aceitaram que Cisneros deveria permanecer no poder, mesmo sob um título diferente. Eles desconfiaram das intenções de Saavedra e acreditavam que com Castelli sozinho na Junta, pouco ou nada poderia ser alcançado. Castelli e Saavedra renunciaram no mesmo dia para pressionar Cisneros e forçá-lo a demitir-se, e a Junta nunca chegou ao poder.

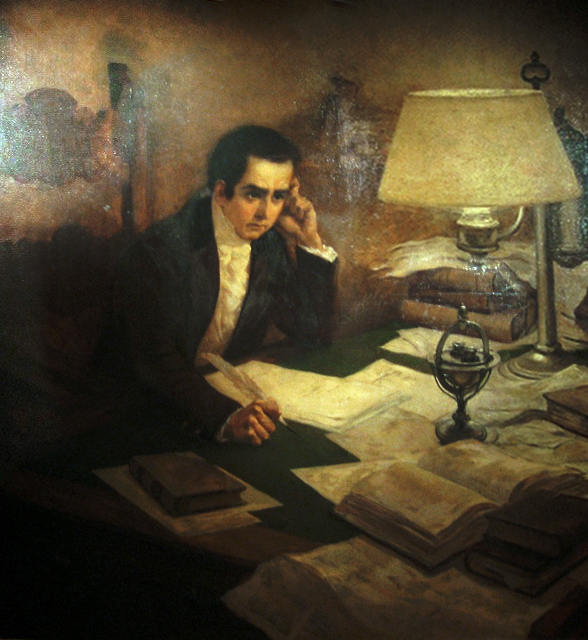
Mariano Moreno compartilhou as visões políticas de Castelli.

Naquela mesma noite, os criollos reuniram-se na casa de Rodriguez Pena e compilaram uma lista de membros para uma Junta de governo que foi apresentada em 25 de maio. Enquanto isso, Domingo French, Antonio Beruti, Aparicio, Donado e outros homens armados ocuparam a Plaza e seus pontos de acesso. A lista incluiu um equilíbrio de representantes de diferentes origens da política local. Lezica finalmente informou a Cisneros que ele não estava mais no comando, e a Primeira Junta assumiu o poder.
Castelli e Mariano Moreno lideraram as posições mais radicais da Junta. Eles se tornaram amigos íntimos, visitando-se diariamente. Julio César Chávez descreveu-os como associados, compartilhando projetos de uma profunda revolução política, social e econômica, baseada em maior liberdade para os criollos espanhóis-americanos. Ele os descreveu como homens pragmáticos, dispostos a recompensar os aliados e a punir os inimigos da revolução, mesmo que isso significasse usar a pena de morte. Eles foram chamados de "jacobinos", e suas ações foram comparadas com as do Reinado do Terror da Revolução Francesa, mas não eram francófilos ou afrancesados. Além disso, as semelhanças entre as revoluções na França e Buenos Aires foram bastante superficiais.
Um dos primeiros passos de Castelli e da Junta foi a expulsão de Cisneros e os juízes da Real Audiência, que foram enviados para a Espanha sob o pretexto de que suas vidas estavam em perigo.

### Execução de Liniers
Ao ouvir a notícia da mudança de governo, Liniers preparou uma contra-revolução da cidade de Córdoba, mas Francisco Ortiz de Ocampo encaminhou sua milícia e capturou todos os líderes após apenas alguns confrontos. As ordens iniciais eram de enviá-los para Buenos Aires, mas após a sua captura, a Junta decidiu executá-los. Esta decisão foi tomada em uma resolução assinada por todos os seus membros, com exceção de Manuel Alberti, pois, como padre, não poderia consentir com a pena de morte. A medida recebeu forte resistência popular em Córdoba, enquanto Liniers e o governador Juan Gutierrez de la Concha eram populares e a execução de um sacerdote (Rodrigo de Orellana, outro líder da contra-revolução) foi rejeitada como herética. Ocampo e Chiclana decidiram continuar com as ordens originais e transferiram os prisioneiros para Buenos Aires.

A execução de Santiago de Liniers.

A Junta reconfirmou a ordem, mas excluiu o bispo de Córdoba, Rodrigo de Orellana, que em vez disso foi expulso. Castelli foi nomeado pela Junta para fazer cumprir a ordem de execução. Mariano Moreno disse: "Vá, Castelli, e espero que você não incorrerá na mesma fraqueza que o nosso general, se ainda não cumprir a determinação, Larrea irá e, finalmente, irei se for necessário." Ocampo e Chiclana foram despromovidos. Os assistentes de Castelli foram Nicolás Rodríguez Peña, eleito como secretário, seu ex-cliente Diego Paroissien, como médico de campanha, e Domingo French, como chefe da escolta.
Logo depois de encontrar os prisioneiros, Castelli ordenou e presidiu a execução do governador de Córdoba, de la Concha, do ex-vice-rei, Liniers, do ex-governador Santiago Alejo de Allende, do conselheiro Victorino Rodríguez e do contador Moreno. As execuções ocorreram em Cabeza de Tigre, na fronteira entre Santa Fe e Córdoba. O bispo Orellana não foi baleado, mas foi obrigado a dar assistência espiritual aos condenados e a testemunhar a execução. Domingo French foi escolhido para executar o veredito.
Depois de atirar em Liniers, Castelli retornou brevemente a Buenos Aires e se encontrou com Moreno. O secretário de Guerra o parabenizou por sua conduta e designou-o como membro representando a Junta, com todo o poder para dirigir as operações para La Paz. Ele também deixou uma série de instruções: Castelli colocaria o governo nas mãos dos patriotas, ganharia o apoio dos nativos e, se capturados, atiraria contra o presidente Nieto, o governador Sanz e o bispo de La Paz. Ele recebeu ordens similares para capturar e executar José Manuel de Goyeneche, que já havia derrotado os rebeldes da revolução de La Paz (uma rebelião semelhante à Revolução de Maio, que ocorreu em La Paz, atualmente parte da Bolívia). Castelli também foi instruído a resgatar e propor ao Exército Auxiliar os soldados Arribeños e Patrícios que, sob o comando de Vicente Nieto, deixaram Buenos Aires em 1809 para suprimir as revoluções em Chuquisaca e La Paz. Suspeitando desses soldados, Nieto os desarmou e enviou-os, como prisioneiros, para as minas de Potosí, sob a supervisão de Francisco de Paula Sanz. Mais de um terço dos soldados morreram após cerca de um mês de trabalho nas minas.

### Campanha no Alto Peru

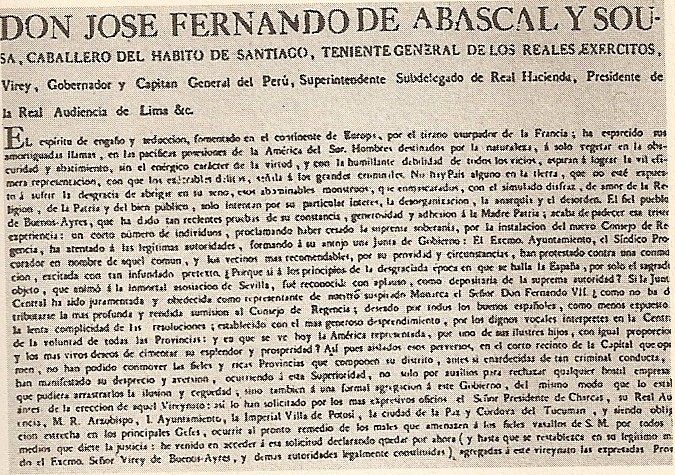
O comando do vice-rei realista pedindo a negação do reconhecimento da Primeira Junta.

Castelli não foi bem recebido em Córdoba, onde Liniers era popular, mas foi em San Miguel de Tucumán. Em Salta, apesar de uma boa recepção formal, teve dificuldade em obter tropas, mulas, comida, dinheiro ou armas. Ele assumiu a liderança política da expedição ao Alto Peru, deslocando Hipólito Vieytes, e substituiu Ocampo pelo coronel Antonio González Balcarce. Foi informado de que Cochabamba se revoltou para apoiar a Junta, mas foi ameaçada pelas forças realistas de La Paz. Castelli interceptou uma carta de Nieto a Gutiérrez de la Concha, governador de Córdoba, que já havia sido executado por seu apoio a Liniers. Esta carta mencionou um exército realista liderado por Goyeneche marchando para Jujuy. Balcarce, que avançou para Potosí, foi derrotado por Nieto na Batalha de Cotagaita, e então Castelli enviou duzentos homens e dois canhões para fortalecer suas forças. Com esses reforços, Balcarce alcançou a vitória na Batalha de Suipacha, que permitiu aos patriotas controlar todo o Alto Peru sem oposição. Um dos homens enviados foi Martín Miguel de Güemes, que eventualmente lideraria a Guerra Gaucha em Salta anos mais tarde.
Na Villa Imperial, uma das cidades mais ricas do Alto Peru, um cabildo aberto convidou Goyeneche a se retirar de seu território. Ele obedeceu a decisão, pois não tinha força militar para prevalecer. O bispo de La Paz, Remigio La Santa y Ortega, fugiu com ele. Castelli foi recebido em Potosí e pediu que os habitantes da região jurassem lealdade à Junta. Também pediu que os generais realistas Francisco de Paula Sanz e José de Córdoba y Rojas se submetessem a ele. Castelli tomou providências para que a operação para capturar Vicente Nieto fosse realizada exclusivamente pelos membros sobreviventes do Regimento de Patrícios das minas de Potosí, que tinham sido incorporados com honras no Exército do Norte. Sanz, Nieto e Córdoba foram executados na Praça de Potosí. Nieto afirmou que morreu feliz, pois estava sob a bandeira espanhola. Goyeneche e Ortega, por outro lado, estavam seguros em terras realistas. Bernardo Monteagudo, preso na cadeia do Tribunal de Chuquisaca por sua participação na revolução de 1809, escapou para se juntar às fileiras do exército. Castelli, que já conhecia os antecedentes de Monteagudo, nomeou-o como secretário.
Castelli estabeleceu seu governo em Chuquisaca, onde presidiu a mudança de regime para toda a região. Ele planejou a reorganização das minas de  Potosí, uma reforma na Universidade de Charcas, e proclamou o fim da escravidão e servidão dos nativos, que receberam os mesmos direitos políticos dos criollos. Castelli proibiu o estabelecimento de novos conventos e paróquias para evitar a prática comum que, sob o pretexto de espalhar a doutrina cristã, forçava os nativos à servidão por ordens religiosas. Autorizou o livre comércio e redistribuiu as terras expropriadas dos antigos trabalhadores das usinas. O decreto foi publicado em espanhol, guarani, quíchua e aimará; também estabeleceu várias escolas bilíngues. Vários caciques indígenas participaram do primeiro aniversário da Revolução, celebrada em Tiauanaco, onde Castelli homenageou os antigos incas e encorajou o povo a se insurgir contra os espanhóis. Apesar de sua recepção, estava ciente de que a maioria da aristocracia apoiava o exército auxiliar por medo em vez de apoio genuíno.
Em novembro de 1810, solicitou autorização da Junta para uma operação militar: atravessar o rio Desaguadero, a fronteira entre os dois vice-reinados, e assumir o controle das cidades peruanas de Puno, Cusco e Arequipa. Castelli argumentou que era urgente se levantar contra Lima pois sua economia dependia em grande parte desses distritos, e se eles perdessem o poder sobre essa área, a principal fortaleza realista seria ameaçada. O plano foi rejeitado por ser muito arriscado, e Castelli cumpriu as ordens originais.
Em dezembro, 53 peninsulares foram expulsos para Salta, e a decisão foi enviada à Junta para aprovação. O vocal Domingo Matheu, que tinha associações empresariais com Tulla e Pedro Salvador Casas, organizou a anulação do ato, argumentando que Castelli tinha sido influenciado por calúnias e acusações infundadas. O apoio a Castelli começou a diminuir, principalmente devido ao tratamento favorável dos nativos e à oposição determinada da igreja, que atacou o ateísmo público de Bernardo Monteagudo, secretário de Castelli. Ambos os realistas em Lima e Saavedra, em Buenos Aires, compararam-se com Maximilien Robespierre, líder do Reino do Terror da Revolução Francesa.
Castelli também aboliu a mita no Alto Peru, uma forma de serviço público obrigatória. Mariano Moreno também desejava acabar com a mita, mas Moreno havia se demitido da Junta por essa questão. Sem que Castelli estivesse em Buenos Aires para servir de mediador, as disputas entre Moreno e Saavedra pioraram. A Junta solicitou que Castelli devesse moderar suas ações, mas ele seguiu as posições que compartilhava com Moreno. Vários oficiais ligados a Saavedra, como José María Echaurri, José León Domínguez, Matías Balbastro, capelão Manuel Antonio Azcurra e o brigadeiro Toribio de Luzuriaga, planejaram sequestrar Castelli, entregá-lo a Buenos Aires para julgamento e dar o comando do Exército da Norte a Juan José Viamonte. No entanto, Viamonte não aceitou o plano quando foi informado pelos conspiradores e não tentou executá-lo. Quando Castelli soube sobre a renúncia de Moreno, escreveu uma carta a Vieytes, Rodriguez Peña, Larrea e Azcuénaga, pedindo-lhes que se mudassem para o Alto Peru. Se derrotassem Goyeneche, eles planejavam voltar para Buenos Aires. Entretanto,  a carta foi enviada pelo serviço postal comum, e o agente do Correio de Córdoba, Jose de Paz, decidiu enviá-la para Cornelio Saavedra. Neste momento, os membros morenistas da Junta já haviam sido expulsos e exilados.

### Batalha de Huaqui

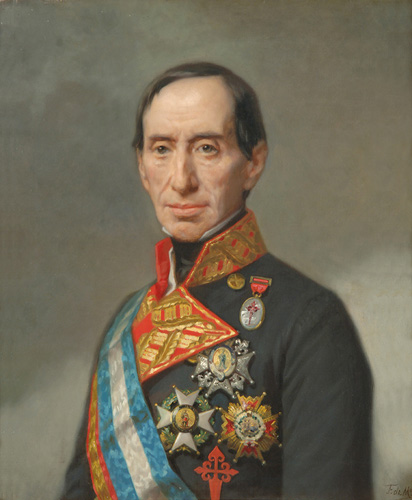
José Manuel de Goyeneche, vencedor da Batalha de Huaqui.

A ordem da Junta de não prosseguir para o Vice-Reino do Peru foi uma trégua de fato que duraria enquanto Castelli não atacava o exército de Goyeneche. Castelli tentou transformar a situação em um acordo formal, o que implicaria o reconhecimento da Junta como um interlocutor legítimo. Goyeneche concordou em assinar um armistício por quarenta dias para dar tempo a Lima ratificar o acordo, mas ele realmente usou o acordo para reforçar seu exército. Em 19 de junho, com a trégua ainda em vigor, uma avançada tropa realista atacou posições em Juraicoragua. Castelli considerou a trégua rompida e declarou guerra ao Peru.
O exército realista cruzou o rio Desaguadero em 20 de junho de 1811, começando a Batalha de Huaqui. O exército esperou perto de Huaqui, entre as planícies de Azapanal e o lago Titicaca. A ala esquerda patriótica, comandada por Diaz Velez, enfrentou a maior parte das forças realistas, enquanto o centro foi atingido pelos soldados de Pio Tristan. Muitos soldados patriotas recrutados no Alto Peru se renderam ou fugiram, e muitos dos recrutas de La Paz mudaram de posição durante a batalha. Juan José Viamonte, simpatizante de Cornelio Saavedra, ajudou a garantir a derrota de Castelli, recusando-se a se juntar ao conflito.
Embora as baixas do Exército do Norte não fossem substanciais, ele foi desmoralizado e dissolvido. Goyeneche perseguiu os patriotas que fugiam, e capturou Huaqui após sua vitória. Os habitantes do Alto Peru receberam os realistas de volta, e então o exército teve que deixar rapidamente essas províncias. Porém, a resistência de Cochabamba impediu os realistas de procederem a Buenos Aires. Castelli mudou-se para o cargo de Quirbe e recebeu ordens para retornar a Buenos Aires para seu julgamento. No entanto, quando foi notificado, novas ordens foram emitidas: Castelli deveria ser confinado em Catamarca, enquanto o próprio Saavedra assumiu o comando do Exército. Saavedra foi deposto assim que saiu de Buenos Aires, e ficou confinado em San Juan. O Primeiro Triunvirato, que havia começado a governar até então, exigiu que Castelli voltasse.
Uma vez em Buenos Aires, Castelli encontrou-se em isolamento político. O triunvirato e o jornal La Gazeta o culparam pela derrota em Huaqui e buscaram punição como dissuasão. Seus ex-partidários foram divididos entre aqueles que apoiaram as ideias do Triunvirato e aqueles que já não eram capazes de ajudar. Castelli sofria de câncer de língua durante o longo julgamento, o que fez com que falar se tornasse cada vez mais difícil. Ele morreu em 12 de outubro de 1812, enquanto o julgamento ainda estava em andamento.

## Legado
Castelli é amplamente ignorado na historiografia da Argentina. A maioria dos historiadores se concentra nas disputas entre Moreno e Saavedra na Junta, descrevendo Castelli de passagem como defensor de Moreno. Apesar de seu papel na Revolução de Maio, ele não foi o claro líder da revolução, como José Gervasio Artigas era pelo Grito de Ascencio ou Miguel Hidalgo y Costilla pelo Grito de Dolores. A Revolução de Maio foi, em vez disso, o resultado da convergência de facções diversas que compartilhavam o desejo de remover o vice-rei e diferentes historiadores destacam diferentes facções específicas. Castelli também é amplamente ignorado na Bolívia. Seu apoio aos direitos indígenas—que ainda é um problema permanente no país—e suas ideias religiosas afetam fortemente a maneira como é reconhecido no país.
A biografia mais notável de Castelli é Castelli, el adalid de Mayo (em português: Castelli, o campeão de Maio), escrito pelo paraguaio Júlio Cesar Chaves. Andrés Rivera aumentou a conscientização pública sobre Castelli com o romance histórico La revolución es un sueño eterno (em português: A revolução é um sonho eterno). O famoso historiador Felipe Pigna escreveu um capítulo inteiro sobre Castelli no livro Los mitos de la historia argentina (em português: Os mitos da história argentina), que foi adaptado para a televisão.

## Nota
- Este artigo foi inicialmente traduzido, total ou parcialmente, do artigo da Wikipédia em inglês cujo título é «Juan José Castelli», especificamente desta versão.